# P5+1

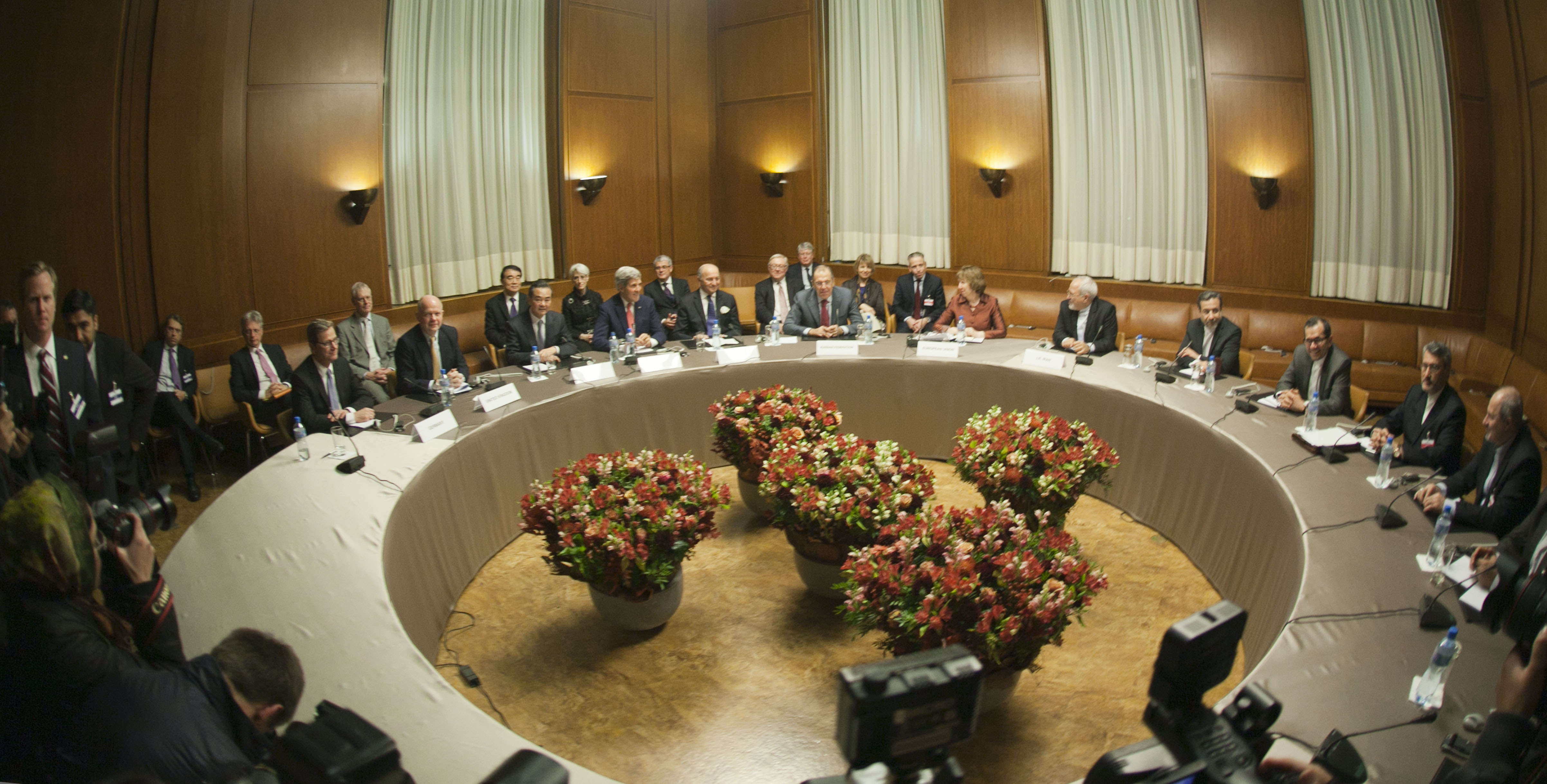
2013年伊朗核问题六方会谈会议

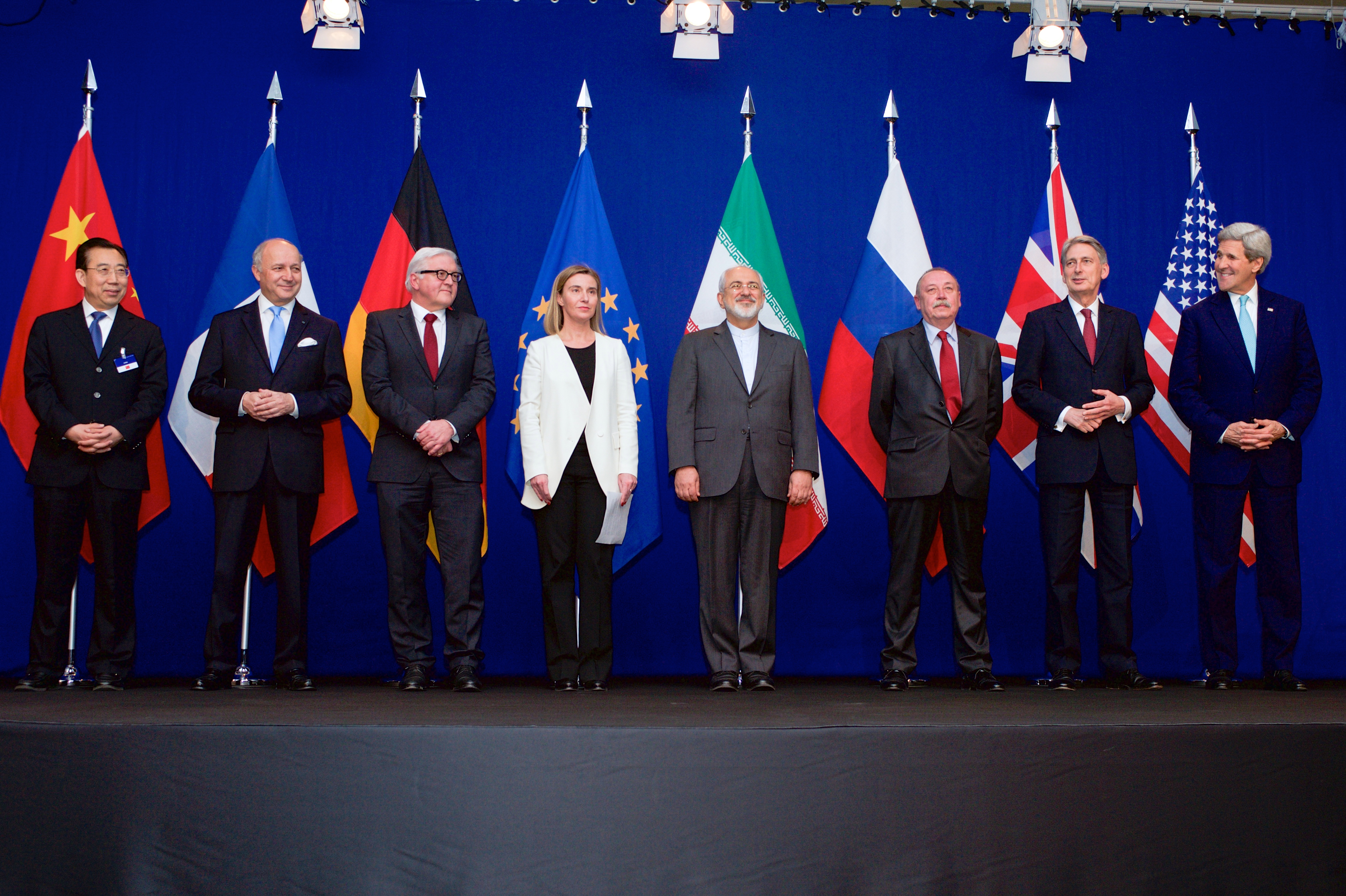

伊朗核问题六国（简称伊核问题六国），又称P5+1，是六个世界性大国在2006年围绕解决伊朗核问题而组建的国家集团，包括联合国安全理事会五个常任理事国，即中华人民共和国、法国、俄罗斯、英国、美国，再加上德国，在欧洲也称为E3+3（3个欧洲国家+3）。

## 历史
2006年，中华人民共和国、俄罗斯、美国加入欧洲三国组建的解决伊朗核问题集团。
联合国安理会已经陆续发布了1737号文件（2006年12月）、1747号文件（2007年3月）、1803号文件（2008年3月）、1835号文件（2008年9月）、1929号文件（2010年6月），但是六方中由于各国自己的战略利益和现实利益，中华人民共和国和俄罗斯是挺伊朗派，美国、英国、法国、德国则是反伊朗派，加上偶爾搖擺不定的歐盟，导致问题悬而未决延续至今。

### 最新进展
2013年11月，伊朗核问题六国（P5+1）达成协议，伊朗政府宣布不再提炼高于5%的浓缩铀，也不再增加离心机。内容包括：未来6个月伊朗不再提炼高于5%的浓缩铀，20%的浓缩铀稀释到5%以下，6大国提供“有限度、临时性、针对性”援助，对伊朗石油出口、金融和银行仍然维持制裁。
2018年5月8日，美国退出伊朗核协议。